# شتاینهایم ام آلبوخ
شتاینهایم ام آلبوخ (به آلمانی: Steinheim am Albuch) یک شهر در آلمان است که در هایدنهایم واقع شده‌است. شتاینهایم ام آلبوخ ۸٬۸۱۵ نفر جمعیت دارد.